# A Perfect World
A Perfect World is een dramafilm uit 1993 onder regie van Clint Eastwood, met in de hoofdrol Kevin Costner als een ontsnapte misdadiger die een jongetje gijzelt (T.J. Lowther), en met hem een reis onderneemt. Eastwood speelt zelf een Texas Ranger die de achtervolging inzet.

## Verhaal
In 1963 ontsnappen de gevangenen Robert "Butch" Haynes en Terry Pugh uit de gevangenis in Texas. Ze komen tijdens hun vlucht terecht in de keuken van een huis waar de achtjarige Phillip Perry woont met zijn moeder en twee zusters. Zij zijn Jehova's getuigen. Butch neemt de jongen mee als gijzelaar. Butch is al snel genoodzaakt zijn handlanger neer te schieten met een gestolen revolver, omdat die de jongen wilde mishandelen. Zonder zijn partner gaat Butch met Phillip verder op de vlucht.
Ondertussen achtervolgt Texas Ranger Red Garnett het duo. Samen met criminologe Sally Gerber en FBI-scherpschutter Bobby Lee wil hij hen te pakken krijgen voor ze de grens oversteken.
Phillip komt uit een strenggelovig gezin, waar er bijvoorbeeld geen Halloween of Kerstmis gevierd wordt. Samen met Butch stelen ze een Casper-kostuum uit een winkel en Phillip begint er pret in te vinden. Butch speelt min of meer een vaderfiguur (zoals hij die zelf gemist heeft), en geeft Phillip enig beslissingsrecht.
Garnetts team belegert de boerderij waar Butch en Phillip zich schuilhouden. Butch raakt gewond, maar Phillip wil hem niet achterlaten en omhelst hem. Garnett begrijpt hieruit dat hij de situatie vreedzaam kan oplossen, maar Bobby Lee denkt dat Butch een pistool trekt en schiet hem in de borst. Garnett blijft kwaad en gefrustreerd achter.

## Rolverdeling
| Acteur                    | Personage                            |
| ------------------------- | ------------------------------------ |
| Kevin Costner             | Robert "Butch" Haynes                |
| Clint Eastwood            | Sheriff Red Garnett                  |
| Laura Dern                | Sally Gerber                         |
| T.J. Lowther              | Phillip "Buzz" Perry                 |
| Keith Szarabajka          | Terry James Pugh                     |
| Leo Burmester             | Hulpsheriff Tom Adler                |
| Bruce McGill              | Paul Saunders                        |
| Paul Hewitt               | Dick Suttle                          |
| Bradley Whitford          | FBI-agent Bobby Lee                  |
| Ray McKinnon              | Hulpsheriff Bradley                  |
| Jennifer Griffin          | Gladys Perry, Phillips moeder        |
| Leslie en Belinda Flowers | Naomi en Ruth Perry, Phillips zusjes |
| Mary Alice                | Lottie                               |
| Wayne Dehart              | Mack                                 |
| Kevin Jamal Woods         | Cleveland                            |
| Linda Hart                | Eileen                               |
| Cameron Finley            | Bob Fielder jr.                      |
| Gil Glasgow               | Pete                                 |
| Marco Perella             | agent                                |